# Еднорог в градината
„Еднорог в градината“ е български игрален филм от 2001 година, по сценарий и режисура на Ясен Григоров.

## Актьорски състав
Не е налична информация за актьорския състав.